# Soke Kubota Takayuki

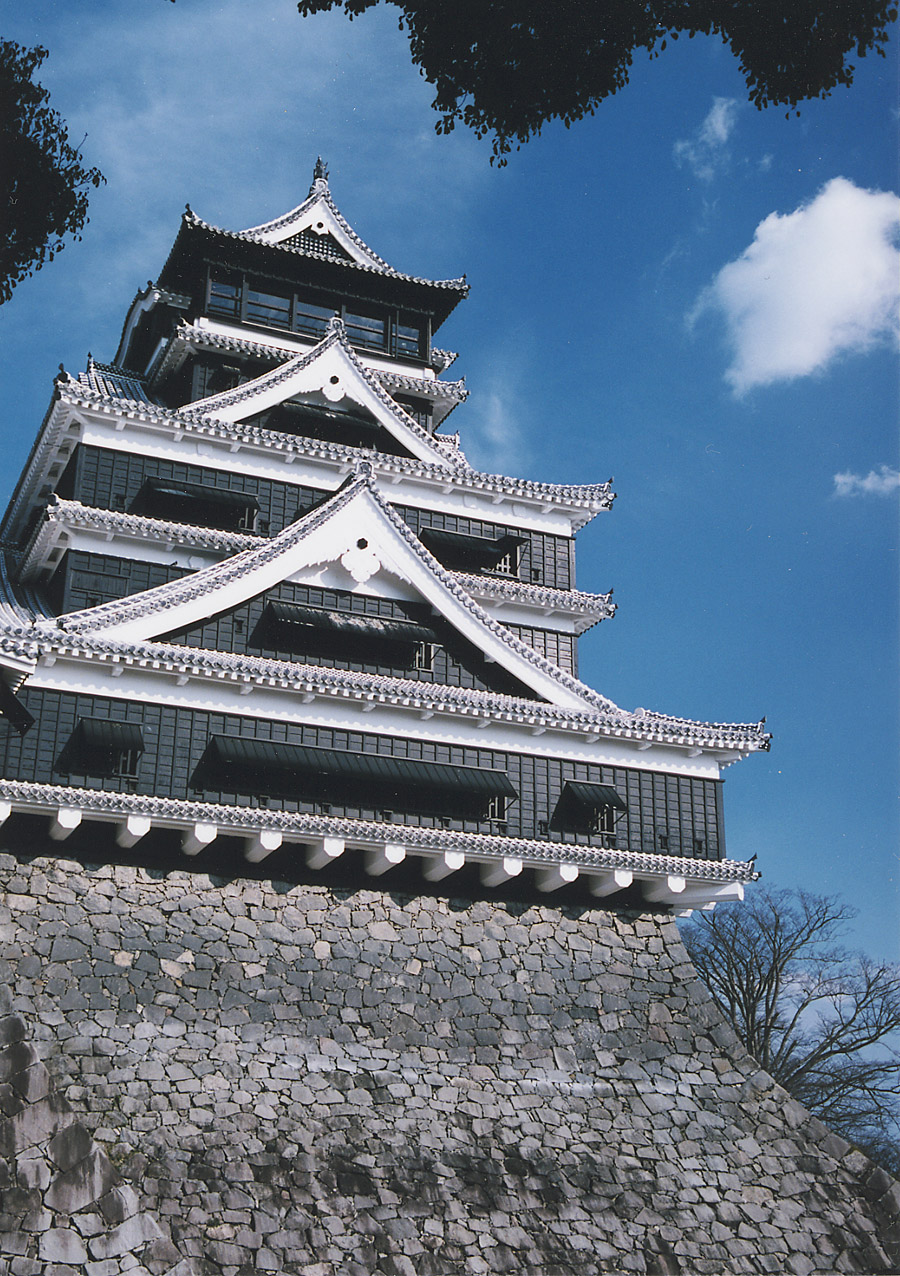
Castello di Kumamoto

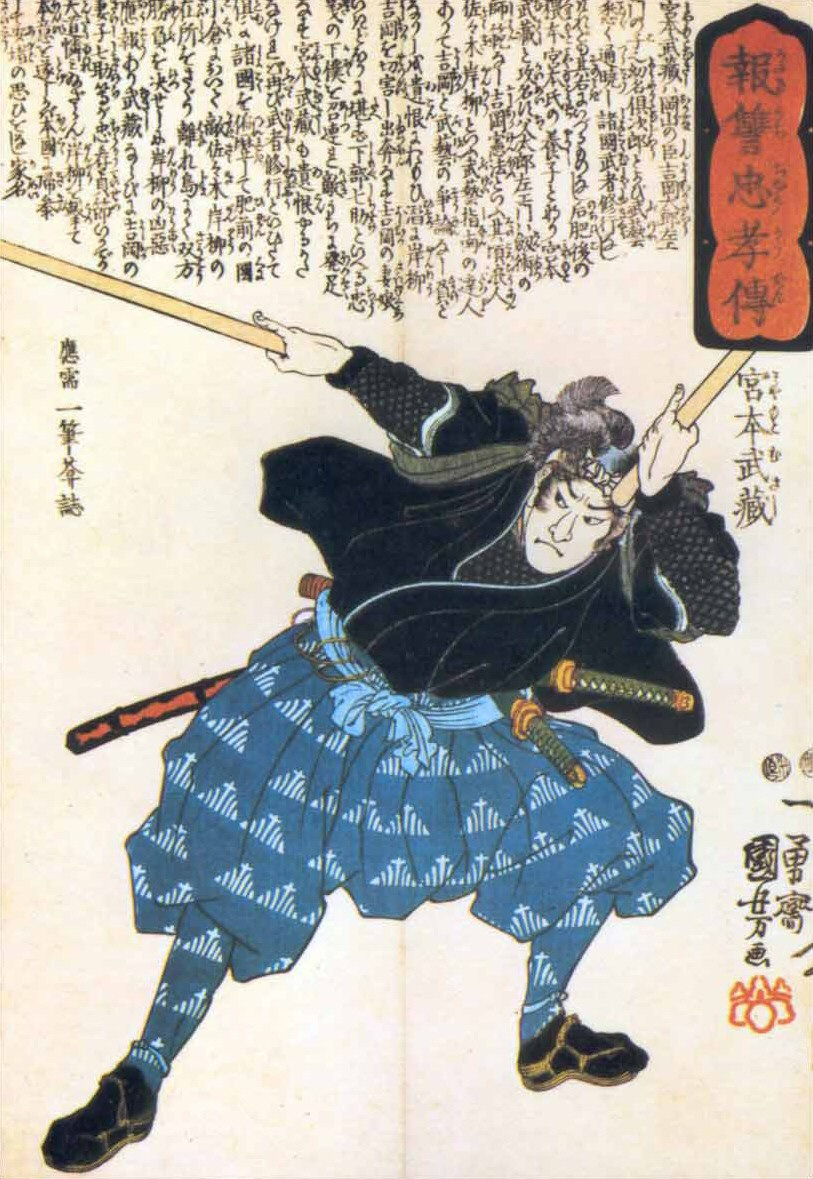
Miyamoto Musashi brandisce due bokken (spade di legno)

Sōke Takayuki Kubota (Kumamoto, 20 settembre 1934 – Glendale, 14 agosto 2024) 宗家洼田孝行 Gran Maestro, 10 Dan, fondatore dello stile di karate denominato Gosoku Ryū, fondatore della International Karate Association, Inc.

## Biografia
Nato il 20 settembre 1934 nel Kumamoto, in Giappone, dove il famoso e leggendario schermidore Miyamoto Musashi trascorse gli ultimi sei anni della sua vita, Fu detentore il titolo di Soke per il suo sviluppo dello stile Gosoku Ryū di karate. Negli anni '50 fu istruttore di auto-difesa per il dipartimento di polizia di Tokyo, dove fu notato per la sua competenza nel karate pratico. Dedicò la sua vita all'apprendimento, la creazione, l'insegnamento e l'applicazione di tecniche di autodifesa per militari, polizia e personale civile. Conseguì i gradi di cintura nera di karate, Judo, aikidō e kendō. Fu anche l'inventore del kubotan, portachiavi di autodifesa con il suo stesso nome. Fu anche il fondatore della International Karate Association, Inc.

## Hollywood
Le sue doti tecniche vennero particolarmente apprezzate a Hollywood: Soke Kubota partecipò alla produzione di oltre 321 film, quale preparatore di attori, coreografo di sequenze di combattimento, talvolta anche come attore egli stesso. Partecipò anche alla produzione di programmi e pubblicità televisive.

## Libri
Sōke Kubota scrisse anche diversi libri sulle arti marziali:
- Takayuki Kubota e Paul McCaul, Baton techniques and training, illustrated, Thomas, 1972, ISBN 0-398-02338-7.
- Takayuki Kubota e Mark Miller, The art of karate, 1ª ed., Haddington House, 1977, ISBN 0-672-52331-0.
- Takayuki Kubota, Fighting Karate Gosoku Ryu Hard Fast Style, Unique Publications (Subs. of CFW Enterprises, Inc), 1980, ISBN 0-86568-010-8.
- Takayuki Kubota, Gosoku ryu karate: kumite 1[collegamento interrotto], Unique, 1980.
- John Peters, Takayuki Kubota e Defensive Tactics Institute, Inc, Realistic defensive tactics, illustrated, Reliapon Police Products, 1981, ISBN 0-935878-02-5.
- Takayuki Kubota, Action Kubotan Keychain an Aid in Self Defense, Beckett Pubns, 1982, ISBN 0-86568-101-5.
- Takayuki Kubota e John Peters, Official Kubotan techniques[collegamento interrotto], Kubotan Institute, 1983.
- Takayuki Kubota, T-Hold Kubotan, Unique Publications, 1983, ISBN 0-86568-111-2.
- Takayuki Kubota, Weapons Kumite: Fighting With Traditional Weapons, Unique Publications, 1983, ISBN 0-86568-042-6.
- Takayuki Kubota, Kubotan keychain: instrument of attitude adjustment, reprinted, Dragon Books, 1985, ISBN 0-946062-09-9.
- Takayuki Kubota, Ninja Shurkien Manual, reprinted, I & I Sports Supply Co, 1985, ISBN 0-934489-00-9.
- Takayuki Kubota, Close encounters: the arresting art of taiho-jutsu, illustrated, Dragon Books, 1987, ISBN 0-946062-20-X.
- Takayuki Kubota, Fighting Karate, illustrated, Unique Publications, 2003, ISBN 0-86568-205-4.